# Blastocladiaceae
Blastocladiaceae es una familia de hongos quitridios que tienen un talo que consiste en una única célula basal ramificada o tronco con rizoides en un extremo y esporangios en el otro. No tienen septos pero puede haber pseudoseptos. Su aprovechamiento del oxígeno puede ser variable. Su reproducción es sexual (ciclo diplobionte), a veces asexual, con producción de zoosporas con un flagelo (planogamia). El hábitat es acuático o húmedo.